# معركة اللواء 93
معركة اللواء 93 هي معركة وقعت في يومي 7 و8 أغسطس (آب) 2014 في سوريا خلال الحرب الأهلية السورية عندما هاجمت الميليشيات التابعة لتنظيم الدولة الإسلامية في العراق والشام (داعش) قاعدة اللواء 93 في الواقعة في منطقة عين عيسى بالريف الشمالي لمحافظة الرقة في سوريا.

## التسلسل الزمني للأحداث
في أوائل عام 2014، سقطت محافظة الرقة بالكامل تقريبًا في أيدي تنظيم الدولة الإسلامية في العراق والشام (داعش). وفي صيف العام نفسه، هاجم الجهاديون المنتمين إلى تنظيم داعش القواعد العسكرية المعزولة القليلة التي لا يزال الجيش السوري يسيطر عليها في المنطقة. في 25 يوليو (تموز) 2014، تمّ الاستيلاء على قاعدة الفرقة 17، والتي يقع مقرها في شمال محافظة الرقة، ولجأ عدة مئات من الجنود إلى قاعدة اللواء 93 التي تقع على بعد حوالي ستين كيلومتراً إلى الشمال، وعلى مشارف بلدة عين عيسى الصغيرة. ولكن في ليلة 7 إلى 8 أغسطس (آب) 2014، تعرضت قاعدة اللواء 93 بدورها لهجوم على أيدي الجهاديين المنتمين لتنظيم الدولة الإسلامية. بدأت المعركة بهجوم انتحاري ثلاثي عند مدخل القاعدة وحول دفاعات الموالين. ثم تمّ غزو القاعدة أثناء الليل.

## الخسائر البشرية
ذكر المرصد السوري لحقوق الإنسان أنه سجل في نفس يوم الاستيلاء على قاعدة اللواء 93 مقتل ما لا يقل عن 15 جهادي من بينهم ثلاثة انتحاريين، بالإضافة إلى مقتل مالا يقل عن 36 جنديًّا من الجيش السوري النظامي بعضهم كان متهمًا بالقتل، وكانت جثث القتلى مقطوعة الرأس. وفي عام 2018، ادعى مكتب المرصد السوري لحقوق الإنسان أنه عُثر على مقابر جماعية بالقرب من القاعدة حيث تم اكتشاف أكثر من 350 جثة ويعتقد أن معظمها لجنود الجيش السوري النظامي الذين قتلوا أثناء المعركة. وفي الأول من سبتمبر (أيلول) 2020 عُثر على مقبرتين جماعيتين في قرية الفرحانية الواقعة على بعد 6 كيلومتر جنوبي غربي مدينة عين عيسى بريف الرقة الشمالي ضمتا رفات 15 جنديًّا من أفراد الفرقة 17 واللواء 93.

## النتائج
ظلت قاعدة اللواء 93 بعد انتهاء المعركة في أيدي مقاتلي تنظيم الدولة الإسلامية في العراق والشام (داعش) حتى 22 يونيو (حزيران) 2015، عندما سيطرت عليها وحدات حماية الشعب الكردية.